# Timberlane (Luisiana)
Timberlane é uma Região censo-designada localizada no estado americano de Luisiana, na Paróquia de Jefferson.

## Demografia
Segundo o censo americano de 2000, a sua população era de 11.405 habitantes.

## Geografia
De acordo com o United States Census Bureau tem uma área de
5,5 km², dos quais 5,5 km² cobertos por terra e 0,0 km² cobertos por água.

## Localidades na vizinhança
O diagrama seguinte representa as localidades num raio de 8 km ao redor de Timberlane.